# Pahra
Lo Stato di Pahra fu uno stato principesco del subcontinente indiano, avente per capitale la città di Chaubepur.

## Storia
Pahra venne fondato nel 1812 quando un sanad venne garantito a Sālig Rām Chaube, figlio di Rām Kishan di Kalinjar, confermandolo come territorio di possesso. Fu uno degli Chaube Jagirs dell'area. Lo stato venne incentrato sul piccolo villaggio di Chaubepur (Chobepur), che al 1901 aveva una popolazione di soli 878 abitanti.

## Governanti
I governanti di Pahra erano discendenti di Ram Krishna Chaube, il Kiladar (governatore del forte) di Kalinjar e portavano pertanto tale titolo come ereditairo.
- 1812 - .... Chaube Sālig Rām
- .... - 1868 Chaube Maksudan Prasad
- 1868 - .... Chaube Radha Charan (venne investito di pieni poteri nel 1879)